# Flos phalakron
Flos phalakron är en fjärilsart som beskrevs av Hans Fruhstorfer 1914. Flos phalakron ingår i släktet Flos och familjen juvelvingar. Inga underarter finns listade i Catalogue of Life.